# Родригес, Хуан Мартин
Хуа́н Марти́н Родри́гес Каме́хо (исп. Juan Martín Rodríguez Camejo; 30 мая 2005, Сан-Рамон) — уругвайский футболист, защитник клуба «Пеньяроль».

## Клубная карьера
Родригес начал свою карьеру в клубе «Уракан де Сан-Рамон», а затем перешёл в молодёжную академию «Пеньяроля». В январе 2024 года он перешёл в «Бостон Ривер» на правах аренды.

## Карьера в сборной
В августе 2022 года Родригес был вызван в сборную Уругвая до 18 лет на товарищеский турнир, который проходил в Японии.
В ноябре 2024 года Родригес получил свой первый вызов в сборную Уругвая, когда главный тренер Марсело Бьелса включил его в состав на отборочные матчи чемпионата мира по футболу 2026 года против Колумбии и Бразилии. В январе 2025 года он был включён в состав молодёжной сборной Уругвая из 23 человек на молодёжный чемпионат Южной Америки 2025 года.